# عبد العزيز حسن (لاعب كرة قدم)
عبد العزيز حسن ، لاعب كرة قدم قطري سابق.
يشتهر بالقدمة اليسرى القوية ولقبه البازوكا
و قد كان يلعب مع نادي قطر.
و قد لعب مع منتخب قطر لكرة القدم.

## كأس الخليج

### كأس الخليج 1996
و قد سجل هدف في مرمى منتخب السعودية لكرة القدم.

### كأس الخليج 1998
و قد سجل هدف في مرمى منتخب الكويت لكرة القدم.

## روابط خارجية
- عبد العزيز حسن على موقع قاعدة بيانات كرة القدم.إي يو (الإنجليزية)
- عبد العزيز حسن على موقع ناشيونال فوتبول تيمز (الإنجليزية)
- عبد العزيز حسن على موقع أوليمبيديا (الإنجليزية)